# Höreda socken
Höreda socken i Småland ingick i Södra Vedbo härad, ingår sedan 1971 i Eksjö kommun i Jönköpings län och motsvarar från 2016 Höreda distrikt.
Socknens areal är 142,1 kvadratkilometer, varav land 127,57. År 2000 fanns här 1 106 invånare. Kyrkbyn Höreda med sockenkyrkan Höreda kyrka ligger i denna socken.

## Administrativ historik
Höreda socken har medeltida ursprung.
Vid kommunreformen 1862 övergick socknens ansvar för de kyrkliga frågorna till Höreda församling och för de borgerliga frågorna till Höreda landskommun. Denna senare utökades 1952 och uppgick 1971 i Eksjö kommun.
1 januari 2016 inrättades distriktet Höreda, med samma omfattning som församlingen hade 1999/2000.
Socknen har tillhört samma fögderier och domsagor som Södra Vedbo härad. De indelta soldaterna tillhörde Kalmar regemente, Vedbo härads kompani och Smålands husarregemente, Liv skvadronen, Livkompaniet.

## Geografi
Höreda socken ligger sydost om Eksjö vid sjöar i Emåns övre lopp. Socknen är en sjörik skogstrakt med flacka dalgångbygder och med häradets högsta punkt 336 meter över havet i väster.

## Fornlämningar
Talrika lösfynd, ett par boplatser och tre hällkistor från stenåldern, flera gravrösen från bronsåldern och sju järnåldersgravfält är kända. Tre runristningar är kända, en vid Havravik, två vid Markestad, alla nu borta.

## Namnet
Namnet (1335 Höryth) kommer från kyrkbyn. Förleden är hö och efterleden är ryd, röjning. Sammansättningen som förekommer för flera orter kan mena 'ägor för höslåtter'.

### Fotnoter
1. 1 2  Svensk Uppslagsbok andra upplagan 1947–1955: Höreda socken
2. 1 2  Harlén, Hans; Harlén Eivy (2003). Sverige från A till Ö: geografisk-historisk uppslagsbok. Stockholm: Kommentus. Libris 9337075. ISBN 91-7345-139-8
3. ↑  Administrativ historik för Höreda socken (Klicka på församlingsposten). Källa: Nationella arkivdatabasen, Riksarkivet.
4. ↑  Indelta soldater, torp och rotar i Jönköpings län Arkiverad 24 januari 2012 hämtat från the Wayback Machine. Jönköpingsbygdens Genealogiska Förening
5. 1 2  Sjögren, Otto (1931). Sverige geografisk beskrivning del 2 Östergötlands, Jönköpings, Kronobergs, Kalmar och Gotlands län. Stockholm: Wahlström & Widstrand. Libris 9939
6. 1 2 3  Nationalencyklopedin
7. ↑  Fornlämningar, Statens historiska museum: Höreda socken
8. ↑  Fornminnesregistret, Riksantikvarieämbetet: Höreda socken Fornminnen i socknen erhålls på kartan genom att skriva in sockennamn (utan "socken") i "Ange geografiskt område"
9. ↑  Mats Wahlberg, red (2003). Svenskt ortnamnslexikon. Uppsala: Institutet för språk och folkminnen. Libris 8998039. ISBN 91-7229-020-X. https://isof.diva-portal.org/smash/get/diva2:1175717/FULLTEXT02.pdf